# DOPS (festival)
DOPS je dečiji i omladinski festival pozorišne umetnosti, međunarodnog karaktera. Održava se svake godine, krajem oktobra, u Jagodini.

## Organizacija
Osnivač Festivala je Veliki teatar — Društvo za kulturu i umetnost, iz Jagodine. Učesnici su deca i mladi iz svih krajeva Srbije i zemalja u okruženju. Takmičenje na Festivalu odvija se u dve kategorije: dečjoj i omladinskoj, uz raznovrstan prateći program, strukturisan na umetničko-edukativnoj osnovi.
Svake godine Festival raspisuje i konkurs za najbolji savremeni dramski tekst namenjen deci i mladima. Konkurs je posvećen istaknutom pomoravskom književniku Selimiru V. Milosavljeviću (1924—2011).
Ciljevi i zadaci Festivala su: negovanje i razvoj pozorišne umetnosti, afirmacija stvaralaštva dece i mladih u svetu pozorišta i ostvarivanje stalne veze i saradnje sa drugim pozorišnim kućama i festivalima, u zemlji i inostranstvu.

## Žiri
Učesnike ocenjuje tročlani žiri. Dva člana žirija su istaknuti umetnici u polju pozorišne umetnosti. Treći član nastupa u ime grada domaćina. Članovi žirija po godinama su:
DOPS 1 - 2010
- Desimir Stanojević — glumac iz Beograda, predsednik žirija,
- Slađana Aćimović — profesor razredne nastave iz Jagodine,
- Senka Tomić — profesor muzike iz Jagodine.

DOPS 2 - 2011
- Miodrag Petrović — glumac iz Novog Sada, predsednik žirija,
- Snežana Savić — glumica iz Beograda,
- Dušan Ilić — prof. psihologije, reditelj iz Jagodine.

DOPS 3 - 2012
- Lidija Vukićević — dramska umetnica iz Beograda, predsednik žirija,
- Milenko Pavlov — dramski umetnik iz Beograda,
- Miroslav Veljković — direktor jagodinske gimnazije, u ime grada domaćina.

DOPS 4 - 2013
- Aljoša Vučković — dramski umetnik iz Beograda, predsednik žirija,
- Zlata Numanagić — dramska umetnica iz Beograda,
- Snežana Vukašinović — u ime grada domaćina zamenica gradonačelnika grada Jagodine.

DOPS 5 - 2014
- Ljubivoje Ršumović — književnik i pesnik za decu iz Beograda, predsednik žirija,
- Jelica Sretenović — dramska umetnica iz Beograda,
- Zagorka Đorić — upravnica Gradskog pozorišta u Jagodini.

DOPS 6 - 2015
- Ivan Bekjarev — dramski umetnik iz Beograda, predsednik žirija,
- Nada Blam — dramska umetnica iz Beograda,
- Violeta Jovanović — dekanica Fakulteta pedagoških nauka u Jagodini.

## Spoljašnje veze
- Zvanična prezentacija